# 白云石虹蛹螺
白云石虹蛹螺（学名：Pupilla muscorum）为虹蛹螺科蛹形螺属的动物。

## 分佈
分布于斯里兰卡、尼泊尔、俄罗斯以及欧洲、北美、北非广大地区以及中国大陆的北京、河北、甘肃、山西等地，生活环境为陆地，主要栖息于山区谷地潮湿的灌木草丛中以及石块落叶下。

## 外部連結
- 維基物種上的相關：白云石虹蛹螺